# New Jack City
New Jack City (Brasil: New Jack City: A Gangue Brutal / Portugal: A Cidade do Novo Paraíso) é um filme estadunidense de 1991, do gênero policial e crime.
O filme alavancou a carreira de grandes nomes como Wesley Snipes, Ice T e Chris Rock. É considerado por muitos o melhor filme do gênero (gangsters do gueto de Nova York).

## Sinopse
Em 1989 Nino Brown (Wesley Snipes), um pequeno traficante de drogas é convencido por um colega de gangue que a onda do futuro está em um derivado da cocaína, o crack. Nino vê o potencial do crack como negócio e se estabelece por conta própria, chefiando uma quadrilha e matando seus rivais até assumir um complexo de apartamentos. Para detê-lo surgem Scotty Appleton (Ice-T) e Nick Peretti (Judd Nelson), dois policiais disfarçados. Appleton quer pegar Nino, pois ele assassinou a mãe de Scottie como parte de uma iniciação de quadrilha. Também envolvido está Pookie (Chris Rock), um ex-viciado que também quer derrubar Nino.

## Elenco
- Wesley Snipes – Nino Brown
- Ice-T – Scotty Appleton
- Judd Nelson – Nick Peretti
- Allen Payne – Gerald "Gee Money" Wells
- Chris Rock – Benny "Pookie" Robinson
- Mario Van Peebles – Stone
- Michael Michele – Selina Thomas
- Bill Nunn – Duh Duh Duh Man
- Russell Wong – Park
- Vanessa A. Williams – Keisha
- Bill Cobbs – Old man
- Christopher Williams – Kareem Akbar
- Tracy Camilla Johns – Uniqua
- Anthony DeSando – Frankie Needles In His Arms
- Nick Ashford – Rev. Oates
- Eek-a-Mouse – Fat Smitty
- Keith Sweat – Singer at Wedding
- Flavor Flav - Himself
- Christopher Michael - Bailiff
- Tina Lifford as recovering addict
- Kelly Jo Minter as recovering addict
- David Kinnecome -pimp number two
- Seth Kean - Julius the Ho

## Premiação
- Recebeu 3 indicações ao MTV Movie Awards, nas seguintes categorias: Melhor Vilão (Wesley Snipes), Melhor Revelação Masculina (Ice-T) e Melhor Canção Original ("Color Me Badd").